# Alexander Søderlund
Alexander Tøft Søderlund (Haugesund, 3 agosto 1987) è un calciatore norvegese, attaccante del Vard Haugesund.

## Carriera

### Club
Søderlund ha iniziato la sua carriera con la maglia dell'Haugesund, per trasferirsi poi al Vard Haugesund. Ha firmato poi un contratto con il Lanciano e si è unito in seguito al Treviso. Con i trevigiani, non è sceso mai in campo: è stato però ceduto in prestito a diverse squadre, quali Namur, Botev Plovdiv e FH Hafnarfjörðar.
Con quest'ultimo club, ha debuttato nella Champions League 2009-2010 (seppure nei turni preliminari): è stato infatti titolare nella sconfitta casalinga per 0-4 contro l'Aqtöbe. Ha vinto anche campionato e Coppa di Lega.
Agli inizi del 2010, si è aggregato al Lecco per un provino. Il trasferimento è diventato poi permanente. A fine stagione, è tornato in patria per giocare nel Vard Haugesund.
A gennaio 2011, ha firmato un contratto biennale con l'Haugesund. Il 20 marzo dello stesso anno, ha debuttato nell'Eliteserien: è stato infatti titolare nella sconfitta per 2-0 sul campo del Tromsø. L'8 maggio arrivarono le prime reti, con una doppietta nella sconfitta per 3-4 contro lo Stabæk. Con 15 reti tra campionato e coppa, è stato il miglior marcatore stagionale del club.
Il 17 giugno 2013, a seguito della cessione di Tarik Elyounoussi, il Rosenborg ha annunciato sul proprio sito internet l'ingaggio di Søderlund. Il giocatore, che si sarebbe aggregato alla nuova squadra a partire dal 15 luglio successivo, ha firmato un contratto della durata di quattro anni e mezzo e ha scelto la maglia numero 15.
Il 21 ottobre 2015, ha ricevuto la candidatura come miglior attaccante del campionato per l'edizione annuale del premio Kniksen, poi vinto. Con 22 reti, si è aggiudicato il titolo di capocannoniere del campionato 2015.
Il 4 gennaio 2016 è passato ufficialmente ai francesi del Saint-Étienne, formazione a cui si è legato con un contratto valido per i successivi tre anni e mezzo.
Il 1º febbraio 2018 ha fatto ufficialmente ritorno al Rosenborg, firmando un contratto di tre anni. Con i bianconeri tuttavia è rimasto per due stagioni, giocando prevelentemente titolare nel corso della prima annata e alternando presenze dal primo minuto ad altre da subentrante nel corso della seconda annata. In entrambe le edizioni dell'Eliteserien ha realizzato 8 gol.
Prima dell'inizio del campionato 2020, Søderlund è stato ceduto a titolo definitivo agli svedesi dell'Häcken, con cui si è accordato per un biennale. Nel suo unico anno in giallonero, ha realizzato 8 reti in 23 presenze in campionato.
Nel gennaio del 2021, Søderlund è stato acquistato dai turchi Çaykur Rizespor, squadra che stava lottando per la salvezza nella Süper Lig 2020-2021, con cui ha firmato un accordo di un anno e mezzo.
Il 1º agosto 2021 ha fatto ritorno in Norvegia, firmando un contratto valido al 31 dicembre 2023 con l'Haugesund.

### Nazionale
Søderlund ha debuttato per la Norvegia under 21 il 5 ottobre 2006, quando è subentrato a Tore Andreas Gundersen nella vittoria per 1-3 sulla Danimarca under 21. Quella è stata la sua unica presenza in questa Nazionale.
Søderlund è stato tra i convocati del commissario tecnico Egil Olsen in vista della King's Cup 2012, da disputarsi in Thailandia. Il 15 gennaio 2012, allora, è stato titolare nel pareggio per 1-1 contro la Nazionale danese.
Il 10 ottobre 2015, alla 22ª presenza in Nazionale, ha segnato la prima rete per la Norvegia, contribuendo alla vittoria per 2-0 su Malta. Il 24 marzo 2016, in occasione della 25ª presenza in Nazionale contro l'Estonia, ha ricevuto il Gullklokka.

## Statistiche

### Presenze e reti nei club
Statistiche aggiornate al 1º gennaio 2025.
| Stagione              | Club                  | Campionato            | Campionato | Campionato | Coppe nazionali | Coppe nazionali | Coppe nazionali | Coppe continentali | Coppe continentali | Coppe continentali | Supercoppe | Supercoppe | Supercoppe | Totale | Totale |
| Stagione              | Club                  | Comp                  | Pres       | Reti       | Comp            | Pres            | Reti            | Comp               | Pres               | Reti               | Comp       | Pres       | Reti       | Pres   | Reti   |
| --------------------- | --------------------- | --------------------- | ---------- | ---------- | --------------- | --------------- | --------------- | ------------------ | ------------------ | ------------------ | ---------- | ---------- | ---------- | ------ | ------ |
| 2007                  | Vard Haugesund        | 2D                    | 11         | 4          | CN              | ?               | ?               | -                  | -                  | -                  | -          | -          | -          | 11+    | 4+     |
| 2007-2008             | Lanciano              | C1                    | 0          | 0          | CI              | ?               | ?               | -                  | -                  | -                  | -          | -          | -          | ?      | ?      |
| ago. 2008             | Treviso               | B                     | 0          | 0          | CI              | 0               | 0               | -                  | -                  | -                  | -          | -          | -          | 0      | 0      |
| 2008-gen. 2009        | Namur                 | TK                    | 3          | 0          | CB              | ?               | ?               | -                  | -                  | -                  | -          | -          | -          | ?      | ?      |
| gen.-mag. 2009        | Botev Plovdiv         | A PFG                 | 0          | 0          | CB              | ?               | ?               | -                  | -                  | -                  | -          | -          | -          | ?      | ?      |
| mag.-dic. 2009        | FH Hafnarfjörður      | U                     | 18         | 3          | CI              | 2               | 1               | UEL                | 2                  | 0                  | SI         | -          | -          | 22     | 4      |
| gen.-giu. 2010        | Lecco                 | PD                    | 7          | 0          | CI-LP           | -               | -               | -                  | -                  | -                  | -          | -          | -          | 7      | 0      |
| ago.-dic. 2010        | Vard Haugesund        | FPL                   | 12         | 4          | CN              | -               | -               | -                  | -                  | -                  | -          | -          | -          | 12     | 4      |
| 2011                  | Haugesund             | ES                    | 29         | 11         | CN              | 4               | 4               | -                  | -                  | -                  | -          | -          | -          | 33     | 15     |
| 2012                  | Haugesund             | ES                    | 29         | 10         | CN              | 3               | 2               | -                  | -                  | -                  | -          | -          | -          | 32     | 12     |
| gen.-lug. 2013        | Haugesund             | ES                    | 12         | 3          | CN              | 0               | 0               | -                  | -                  | -                  | -          | -          | -          | 12     | 3      |
| lug.-dic. 2013        | Rosenborg             | ES                    | 13         | 3          | CN              | 1               | 1               | UEL                | 2                  | 1                  | -          | -          | -          | 16     | 5      |
| 2014                  | Rosenborg             | ES                    | 23         | 13         | CN              | 3               | 1               | UEL                | 5                  | 2                  | -          | -          | -          | 31     | 16     |
| 2015                  | Rosenborg             | ES                    | 27         | 22         | CN              | 3               | 2               | UEL                | 12                 | 5                  | -          | -          | -          | 42     | 29     |
| gen.-giu. 2016        | Saint-Étienne         | L1                    | 14         | 2          | CF+CdL          | 1+0             | 0               | UEL                | -                  | -                  | -          | -          | -          | 15     | 2      |
| 2016-2017             | Saint-Étienne         | L1                    | 17         | 1          | CF+CdL          | 1+1             | 1+0             | UEL                | 4                  | 2                  | -          | -          | -          | 23     | 4      |
| 2017-feb. 2018        | Saint-Étienne         | L1                    | 12         | 0          | CF+CdL          | 1+1             | 0               | -                  | -                  | -                  | -          | -          | -          | 14     | 0      |
| Totale Saint-Étienne  | Totale Saint-Étienne  | Totale Saint-Étienne  | 43         | 3          |                 | 3+2             | 1+0             |                    | 4                  | 2                  |            | -          | -          | 52     | 6      |
| 2018                  | Rosenborg             | ES                    | 27         | 8          | CN              | 6               | 4               | UCL+UEL            | 4+6                | 0+1                | SN         | 1          | 0          | 44     | 13     |
| 2019                  | Rosenborg             | ES                    | 28         | 8          | CN              | 3               | 0               | UCL+UEL            | 8+5                | 5+0                | -          | -          | -          | 44     | 13     |
| Totale Rosenborg      | Totale Rosenborg      | Totale Rosenborg      | 118        | 54         |                 | 16              | 8               |                    | 42                 | 13                 |            | 1          | 0          | 177    | 75     |
| 2020                  | Häcken                | A                     | 23         | 8          | SC+SC           | 4+1             | 0+1             | -                  | -                  | -                  | -          | -          | -          | 28     | 9      |
| gen.-giu. 2021        | Çaykur Rizespor       | SL                    | 12         | 1          | TK              | 0               | 0               | -                  | -                  | -                  | -          | -          | -          | 12     | 1      |
| 2021                  | Haugesund             | ES                    | 15         | 4          | CN              | 0               | 0               | -                  | -                  | -                  | -          | -          | -          | 15     | 4      |
| 2022                  | Haugesund             | ES                    | 26         | 4          | CN              | 1               | 0               | -                  | -                  | -                  | -          | -          | -          | 27     | 4      |
| 2023                  | Haugesund             | ES                    | 16         | 2          | CN              | 0               | 0               | -                  | -                  | -                  | -          | -          | -          | 16     | 2      |
| Totale Haugesund      | Totale Haugesund      | Totale Haugesund      | 127        | 34         |                 | 8               | 6               |                    | -                  | -                  |            | -          | -          | 135    | 40     |
| 2024                  | Vard Haugesund        | 2.D                   | 14         | 7          | CN              | 0               | 0               | -                  | -                  | -                  | -          | -          | -          | 14     | 7      |
| Totale Vard Haugesund | Totale Vard Haugesund | Totale Vard Haugesund | 37         | 15         |                 | 0+              | 0+              |                    | -                  | -                  |            | -          | -          | 37+    | 15+    |
| Totale carriera       | Totale carriera       | Totale carriera       | 388        | 118        |                 | 36+             | 16+             |                    | 48                 | 15                 |            | 1          | 0          | 473+   | 149+   |

### Cronologia presenze e reti in Nazionale
| Cronologia completa delle presenze e delle reti in nazionale ― Norvegia | Cronologia completa delle presenze e delle reti in nazionale ― Norvegia | Cronologia completa delle presenze e delle reti in nazionale ― Norvegia | Cronologia completa delle presenze e delle reti in nazionale ― Norvegia | Cronologia completa delle presenze e delle reti in nazionale ― Norvegia | Cronologia completa delle presenze e delle reti in nazionale ― Norvegia | Cronologia completa delle presenze e delle reti in nazionale ― Norvegia | Cronologia completa delle presenze e delle reti in nazionale ― Norvegia |
| Data                                                                    | Città                                                                   | In casa                                                                 | Risultato                                                               | Ospiti                                                                  | Competizione                                                            | Reti                                                                    | Note                                                                    |
| ----------------------------------------------------------------------- | ----------------------------------------------------------------------- | ----------------------------------------------------------------------- | ----------------------------------------------------------------------- | ----------------------------------------------------------------------- | ----------------------------------------------------------------------- | ----------------------------------------------------------------------- | ----------------------------------------------------------------------- |
| 15-1-2012                                                               | Bangkok                                                                 | Danimarca                                                               | 1 – 1                                                                   | Norvegia                                                                | Amichevole                                                              | -                                                                       |                                                                         |
| 18-1-2012                                                               | Bangkok                                                                 | Thailandia                                                              | 0 – 1                                                                   | Norvegia                                                                | Amichevole                                                              | -                                                                       |                                                                         |
| 21-1-2012                                                               | Bangkok                                                                 | Corea del Sud                                                           | 3 – 0                                                                   | Norvegia                                                                | Amichevole                                                              | -                                                                       |                                                                         |
| 2-6-2012                                                                | Oslo                                                                    | Norvegia                                                                | 1 – 1                                                                   | Croazia                                                                 | Amichevole                                                              | -                                                                       |                                                                         |
| 15-8-2012                                                               | Oslo                                                                    | Norvegia                                                                | 2 – 3                                                                   | Grecia                                                                  | Amichevole                                                              | -                                                                       |                                                                         |
| 7-9-2012                                                                | Reykjavík                                                               | Islanda                                                                 | 2 – 0                                                                   | Norvegia                                                                | Qual. Mondiali 2014                                                     | -                                                                       |                                                                         |
| 11-9-2012                                                               | Oslo                                                                    | Norvegia                                                                | 2 – 1                                                                   | Slovenia                                                                | Qual. Mondiali 2014                                                     | -                                                                       |                                                                         |
| 12-10-2012                                                              | Berna                                                                   | Svizzera                                                                | 1 – 1                                                                   | Norvegia                                                                | Qual. Mondiali 2014                                                     | -                                                                       |                                                                         |
| 16-10-2012                                                              | Larnaca                                                                 | Cipro                                                                   | 1 – 3                                                                   | Norvegia                                                                | Qual. Mondiali 2014                                                     | -                                                                       |                                                                         |
| 14-11-2012                                                              | Budapest                                                                | Ungheria                                                                | 0 – 2                                                                   | Norvegia                                                                | Amichevole                                                              | -                                                                       |                                                                         |
| 9-1-2013                                                                | Città del Capo                                                          | Sudafrica                                                               | 0 – 1                                                                   | Norvegia                                                                | Amichevole                                                              | -                                                                       |                                                                         |
| 22-3-2013                                                               | Oslo                                                                    | Norvegia                                                                | 0 – 1                                                                   | Albania                                                                 | Qual. Mondiali 2014                                                     | -                                                                       |                                                                         |
| 7-6-2013                                                                | Tirana                                                                  | Albania                                                                 | 1 – 1                                                                   | Norvegia                                                                | Qual. Mondiali 2014                                                     | -                                                                       |                                                                         |
| 11-6-2013                                                               | Oslo                                                                    | Norvegia                                                                | 2 – 0                                                                   | Macedonia                                                               | Amichevole                                                              | -                                                                       |                                                                         |
| 6-9-2013                                                                | Oslo                                                                    | Norvegia                                                                | 2 – 0                                                                   | Cipro                                                                   | Qual. Mondiali 2014                                                     | -                                                                       |                                                                         |
| 12-11-2014                                                              | Oslo                                                                    | Norvegia                                                                | 0 – 1                                                                   | Estonia                                                                 | Amichevole                                                              | -                                                                       |                                                                         |
| 16-11-2014                                                              | Baku                                                                    | Azerbaigian                                                             | 0 – 1                                                                   | Norvegia                                                                | Qual. Euro 2016                                                         | -                                                                       |                                                                         |
| 8-6-2015                                                                | Oslo                                                                    | Norvegia                                                                | 0 – 0                                                                   | Svezia                                                                  | Amichevole                                                              | -                                                                       |                                                                         |
| 12-6-2015                                                               | Oslo                                                                    | Norvegia                                                                | 0 – 0                                                                   | Azerbaigian                                                             | Qual. Euro 2016                                                         | -                                                                       |                                                                         |
| 3-9-2015                                                                | Sofia                                                                   | Bulgaria                                                                | 0 – 1                                                                   | Norvegia                                                                | Qual. Euro 2016                                                         | -                                                                       |                                                                         |
| 6-9-2015                                                                | Oslo                                                                    | Norvegia                                                                | 2 – 0                                                                   | Croazia                                                                 | Qual. Euro 2016                                                         | -                                                                       |                                                                         |
| 10-10-2015                                                              | Oslo                                                                    | Norvegia                                                                | 2 – 0                                                                   | Malta                                                                   | Qual. Euro 2016                                                         | 1                                                                       |                                                                         |
| 13-10-2015                                                              | Roma                                                                    | Italia                                                                  | 2 – 1                                                                   | Norvegia                                                                | Qual. Euro 2016                                                         | -                                                                       |                                                                         |
| 12-11-2015                                                              | Oslo                                                                    | Norvegia                                                                | 0 – 1                                                                   | Ungheria                                                                | Qual. Euro 2016                                                         | -                                                                       |                                                                         |
| 24-3-2016                                                               | Tallinn                                                                 | Estonia                                                                 | 0 – 0                                                                   | Norvegia                                                                | Amichevole                                                              | -                                                                       |                                                                         |
| 29-3-2016                                                               | Oslo                                                                    | Norvegia                                                                | 2 – 0                                                                   | Finlandia                                                               | Amichevole                                                              | -                                                                       |                                                                         |
| 26-3-2017                                                               | Belfast                                                                 | Irlanda del Nord                                                        | 2 – 0                                                                   | Norvegia                                                                | Qual. Mondiali 2018                                                     | -                                                                       |                                                                         |
| 10-6-2017                                                               | Oslo                                                                    | Norvegia                                                                | 1 – 1                                                                   | Rep. Ceca                                                               | Qual. Mondiali 2018                                                     | 1                                                                       |                                                                         |
| 13-6-2017                                                               | Oslo                                                                    | Norvegia                                                                | 1 – 1                                                                   | Svezia                                                                  | Amichevole                                                              | -                                                                       |                                                                         |
| 5-10-2017                                                               | Serravalle                                                              | San Marino                                                              | 0 – 8                                                                   | Norvegia                                                                | Qual. Mondiali 2018                                                     | -                                                                       |                                                                         |
| 8-10-2017                                                               | Oslo                                                                    | Norvegia                                                                | 1 – 0                                                                   | Irlanda del Nord                                                        | Qual. Mondiali 2018                                                     | -                                                                       |                                                                         |
| 14-11-2017                                                              | Trnava                                                                  | Slovacchia                                                              | 1 – 0                                                                   | Norvegia                                                                | Amichevole                                                              | -                                                                       |                                                                         |
| Totale                                                                  |                                                                         | Presenze                                                                | 32                                                                      |                                                                         | Reti                                                                    | 2                                                                       |                                                                         |

## Palmarès

### Club
- Coppa di Lega islandese: 1

FH Hafnarfjörður: 2009
- Campionato islandese: 1

FH Hafnarfjörður: 2009
- Campionato norvegese: 2

Rosenborg: 2015, 2018
- Coppa di Norvegia: 2

Rosenborg: 2015, 2018
- Supercoppa di Norvegia: 1

Rosenborg: 2018

### Individuale
- Miglior attaccante dell'Eliteserien: 2

2012, 2015
- Gullklokka: 1

2016